# Señores Papis (série télévisée, 2014)
Señores Papis est une telenovela argentine diffusé sur Telefe.

## Acteurs et personnages
- Luciano Castro  - «Favio  “Chori” Carbonetti»
- Joaquín Furriel - «Ignacio “Nacho” Moreno»
- Luciano Cáceres - «Franco Bertossi»
- Peto Menahem - «Mauro de Leone»
- Gloria Carrá - «Carla de Leone»
- Marcela Kloosterboer - «Helena Villaverde»
- Laura Novoa - «Rocío Soler»
- Vanesa González - «Luján Cisneros»
- María Abadi - «Emma Valente»
- Luis Luque - «Roberto “Roby” Carbonetti»
- Mónica Scapparone - «Anyelina Yoli»
- Tupac Larriera  - «Luca Carbonetti»
- Martina Campos - «Nina de Leone»
- Marcela Guerty - «Giselle Pastor»
- Patricia Palmer - «Nelly Moreno»
- Diego Gentile - «Benicio»
- Fabián Arenillas - «Mosca»
- Mario Alarcón - «Hilario de Leone»
- Benjamín Amadeo - «Jose Pablo Arregui»
- Sabrina Carballo - «Zoe»
- Magela Zanotta - «Andrea»
- Eugenia Alonso  - «María Inés García Sastre»
- Ignacio Toselli - «Luis Miguel “Carucha” Fornari»
- Lucrecia Oviedo - «Gala»
- Rocio Domínguez - «Nani»
- Agustín Bello - «Pedro Carbonetti»
- Uma Salduende - «Vera Carbonetti»
- Naomi Kogan - «Julia Bertossi»
- Manuel Marcer - «Thiago de Leone»
- Marco Bertelli - «Yónatan “Yoni” Crespo»
- Olivia Gutiérrez - «Morena Bertossi»
- Luis Brandoni - «Rafael Rodriguez Merlo»
- Julieta Díaz - «Daiana Crespo»
- Diego Alonso - «Ezequiel Torres»
- Martina Gusmán - «Karina Crespo»
- Marco Antonio Caponi - «Julián»
- Mónica Antonópulos - «Mariana Negri»
- Lito Cruz - «Dios»
- Julieta Cardinali - «Magdalena»
- Peter Lanzani  -  «Martin Frenkel»
- Mercedes Oviedo - «Sofia Rodriguez Merlo»
- Elías Viñoles - «Román Villaverde»
- Noelia Marzol - «Daniela»
- Emilio Bardi - «Elías Ibáñez»
- Fernanda Metilli - «Paula»
- Agustina Vícoli - «Pato»
- Diego Leske - «Manfrini»
- Lorena Vega - «Juana»
- Belen Chavanne - «Pía»
- Silvina Luna - «Sabrina Menéndez»
- Jorge Varas - «García»
- Leonardo Astrada - él mismo.
- Georgina Frescó -  «Morena Adolescente»
- Justina Ceballos - «Julia Adolescente»
- Florencia Tesouro - «Naty»
- Mario Moscoso - «Benavídez»
- Facundo Parolari - «Pato»
- Selva Lione - «Sandra»
- Guillermo Marcos - «Herrero Sánchez».
- Daniel Gallardo - «César»
- Luis Gianneo - «Edgar»
- Sandra Criolani - «Trinidad “Trini Bertossi»
- Edgardo Moreira - «Dardo Paez Vila»
- Giselle Motta - «Abril Paez Vila»
- Valentina Lanuza - «Lucia»
- Gustavo Conti - «Bernardo»
- Sheila González - «Susana Carson»
- Analía Couceyro - «Jimena»
- Agustin Sullivan - «Alejo»
- Florencia González - «Mecha»
- Belen Persello - «Jessica Venturini»
- Javier Pedersoli - «Osvaldo»
- Anita Gutiérrez - «Anahí»
- Diego Marquez - «Javier Griesa»
- Emme - «Celeste»
- Marcelo Melingo - «Ulises»
- Gabriel Villalba - «Lenny Castro»
- Federico Barga - «Chaki»
- Richard Wagener - «Catriel»
- Natalia Santiago - «Flor»
- Sandra Villami - «Curinaria»
- Sol Gaschetto - «Fernanda»
- Ana Laura Moscatto - «Marisa»
- Rodrigo Gosende - «Luis Venturini»
- Ayelen Dotti - «Laura»
- Marcelo Xicarts - «Dante»
- Nicolas Fiore - «Danilo Rodriguez Merlo»
- Agostina Fabrizio - «Magalí»
- Hernan Marquez - «Padre de Magalí»

## Diffusion internationale
- Telefe
- Telefe Internacional
- Monte Carlo TV
- NexTV

## Versions
- Señores Papis (Mega, 2016).
- Muy padres (Imagen Televisión, 2017).
- Oteckovia (Markíza, 2018).
- Señores Papis (América Televisión, 2019).